# Kim Hyang-mi (Tischtennisspielerin)
Kim Hyang-mi (* 19. September 1979 in Pjöngjang) ist eine nordkoreanische Tischtennisspielerin, die Silber im Dameneinzel bei den Olympischen Spielen 2004 gewann.
Kim Hyang-mi spielt mit der Shakehand-Schlägerhaltung und bevorzugt Topspins mit der Vorhand.

## Internationale Erfolge
1996 qualifizierte sich die knapp 17-jährige Kim Hyang-mi erstmals für die Teilnahme an den Olympischen Sommerspielen, wo sie aber im Einzel und Doppel mit Son Mi in der ersten Runde ausschied.
Von 1999 bis 2005 wurde sie viermal für Weltmeisterschaften nominiert. Dabei erreichte sie 2001 das Viertelfinale im Doppel. Im gleichen Jahr war sie bei den ITTF Pro Tour Grand Finals im Doppel spielberechtigt. Mit Kim Hyon-hui belegte sie Platz zwei.
2004 konnte sie mit Hilfe einer Wildcard nochmals bei den Olympischen Spielen starten. Diesmal gewann sie im Einzel die Silbermedaille. Dabei unterlag sie im Endspiel der Chinesin Zhang Yining mit 4:0. Im Doppel kam sie mit Kim Hyon-hui bis ins Viertelfinale.
Im September 2004 wurde sie in der ITTF-Weltrangliste auf Platz 17 geführt.

## Turnierergebnisse
| Verband | Veranstaltung           | Jahr | Ort          | Land | Einzel           | Doppel           | Mixed        | Team   |
| ------- | ----------------------- | ---- | ------------ | ---- | ---------------- | ---------------- | ------------ | ------ |
| PRK     | Asienmeisterschaft ATTU | 1998 | Osaka        | JPN  |                  |                  |              | Silber |
| PRK     | Asienspiele             | 2002 | Busan        | KOR  | letzte 16        | Viertelfinale    |              | Gold   |
| PRK     | Olympische Spiele       | 2004 | Athen        | GRE  | Silber medal     | Viertelfinale    |              |        |
| PRK     | Olympische Spiele       | 1996 | Atlanta      | USA  | sofort ausgesch. | sofort ausgesch. |              |        |
| PRK     | Pro Tour                | 2005 | Shenzhen     | CHN  | letzte 32        |                  |              |        |
| PRK     | Pro Tour                | 2005 | Harbin       | CHN  | letzte 16        | Viertelfinale    |              |        |
| PRK     | Pro Tour                | 2005 | Doha         | QAT  | letzte 32        | Viertelfinale    |              |        |
| PRK     | Pro Tour                | 2004 | Changchun    | CHN  | letzte 32        | Silber           |              |        |
| PRK     | Pro Tour                | 2004 | Wuxi         | CHN  | letzte 16        | letzte 16        |              |        |
| PRK     | Pro Tour                | 2004 | Singapur     | SIN  | letzte 32        | Silber           |              |        |
| PRK     | Pro Tour                | 2003 | Guangzhou    | CHN  | letzte 16        | letzte 16        |              |        |
| PRK     | Pro Tour                | 2002 | Qingdao City | CHN  |                  | Silber           |              |        |
| PRK     | Pro Tour                | 2002 | Doha         | QAT  | letzte 32        | Silber           |              |        |
| PRK     | Pro Tour                | 2002 | Kairo        | EGY  | letzte 16        | Halbfinale       |              |        |
| PRK     | Pro Tour                | 2001 | Doha         | QAT  | letzte 16        | Silber           |              |        |
| PRK     | Pro Tour                | 2001 | Chatham      | ENG  | Halbfinale       | Gold             |              |        |
| PRK     | Pro Tour Grand Finals   | 2001 | Hainan       | CHN  |                  | Silber           |              |        |
| PRK     | Weltmeisterschaft       | 2005 | Shanghai     | CHN  | letzte 16        | letzte 16        | letzte 32    |        |
| PRK     | Weltmeisterschaft       | 2001 | Osaka        | JPN  | letzte 64        | Viertelfinale    | letzte 16    | 2      |
| PRK     | Weltmeisterschaft       | 2000 | Kuala Lumpur | MAS  |                  |                  |              | 9–12   |
| PRK     | Weltmeisterschaft       | 1999 | Eindhoven    | NED  | letzte 64        | letzte 32        | keine Teiln. |        |